# Geometria

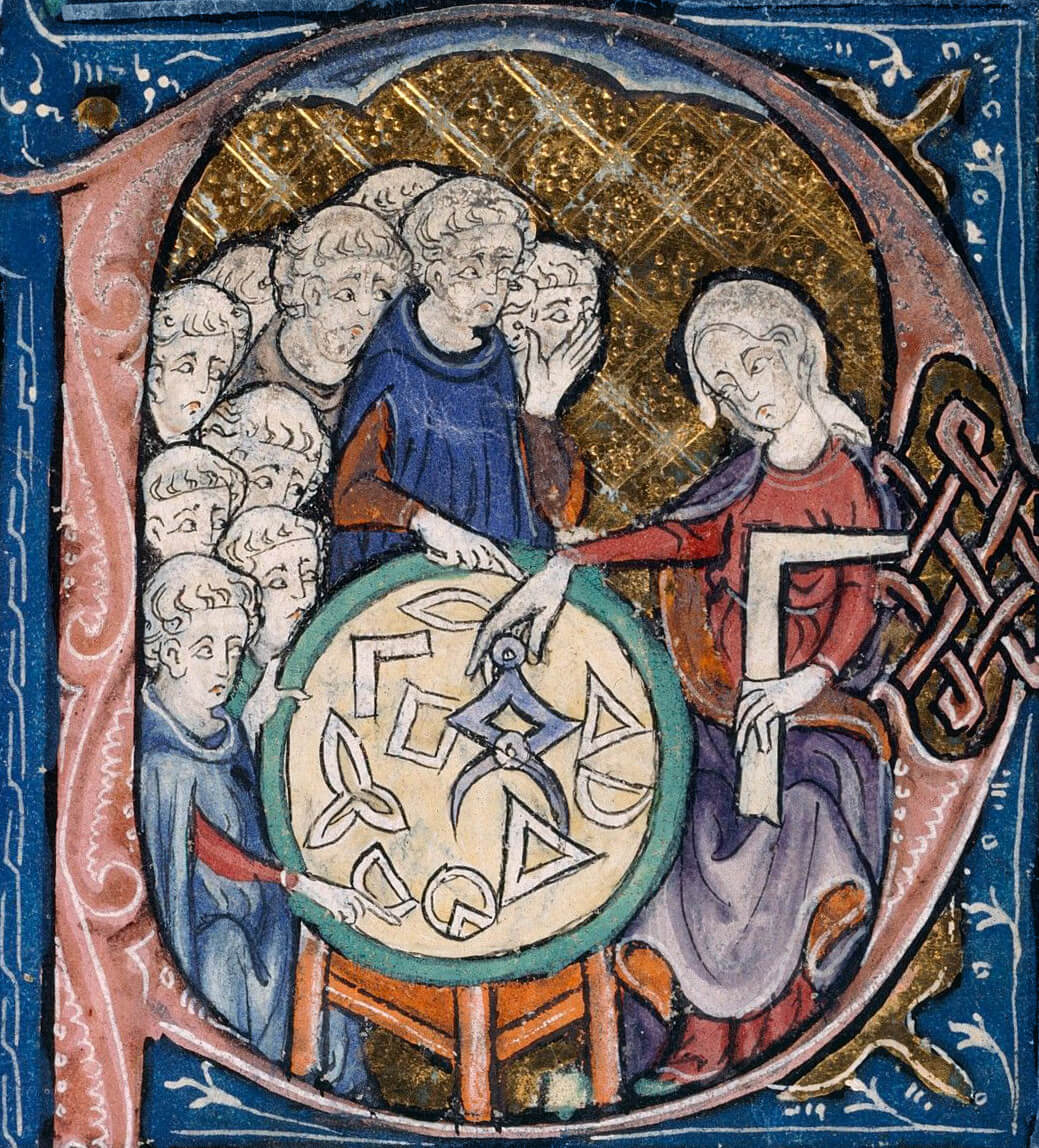
Geometria tanítása a középkori Franciaországban (1300-as évek eleje)

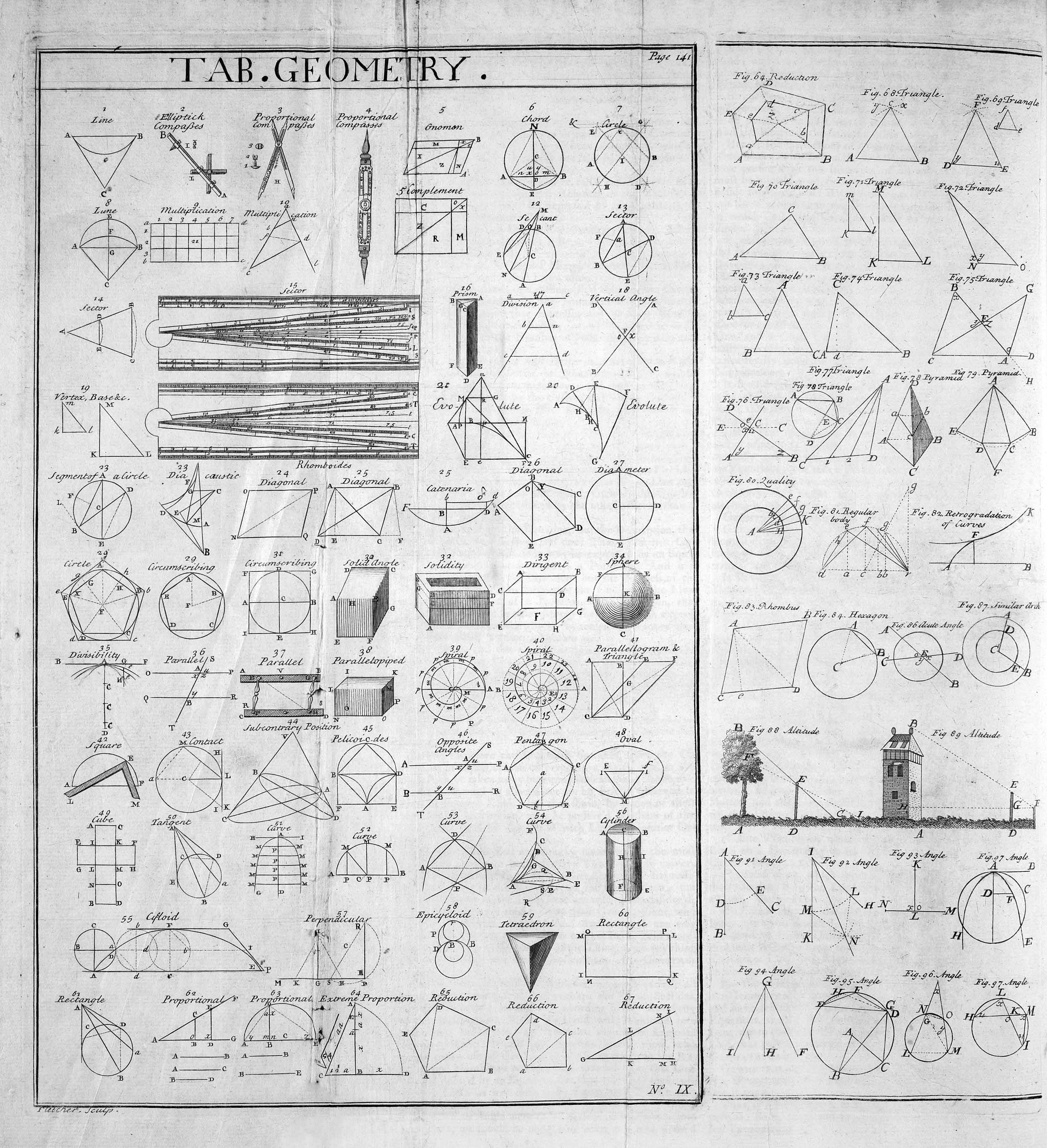
Geometria-tábla, 1728-ból a Cyclopaediában.

A geometria vagy mértan a matematika térbeli törvényszerűségek, összefüggések leírásából kialakult ága, melynek a tér mennyiségi viszonyainak leírása még ma is fontos alkalmazása.
Maga a geometria szó görögül eredetileg földmérést jelentett. Kialakulásában és több eredményének felfedezésében régészeti bizonyítékokkal alátámaszthatóan nagy szerepet játszott az ókori keleti kollektív munkára épült gazdasági rendszer. Innen ered a terület- és térfogatszámítás, és a szintén keleti eredetű, de a görögök által is művelt csillagászat is. A geometria az i. e. 5. század körül azonban lassan-lassan elszakadt tapasztalati gyökereitől, az eleata filozófusok (leginkább Zénón) és olyan tudósok, mint Thalész hatására. A geometria az első tudományág, amit deduktív módon, vagyis axiómarendszer formájában építettek fel (ez elsősorban Euklidész nevéhez fűződik).
Az axiómákat a görög filozófusoktól eredeztethetően úgy szokás felfogni, mint a tér olyan egyszerű és nyilvánvaló empirikus vagy intuitív tapasztalatokból általánosított alapvető tulajdonságainak logikai leírását, matematikai megfogalmazását, melyekben épeszű ember nem kételkedik. Az axiómák segítségével a geometria által vizsgált dolgokkal, például a pontokkal, egyenesekkel, görbékkel, felületekkel és testekkel kapcsolatos logikus következtetések vonhatóak le. E felfogás, különösen a történeti fejlődést tekintve, nem alaptalan, de a matematika, illetve a matematikafilozófia sok művelője (kutatók, oktatók) – főképp a nemeuklideszi geometriák tudományos polgárjogra emelkedésére alapozva – mára túlhaladottnak tekinti. Sokkal inkább vagy legalább annyira jellemző a geometriára az, hogy axiomatikus, mint az, hogy a „fizikai” tér leírásával foglalkozna (bővebben ld. A geometria története). Arra a kérdésre, hogy mi tulajdonképp a geometria, manapság nagyon nehéz egy mondatban válaszolni anélkül, hogy az ne válna puszta felsorolássá, vagy a geometria számos ága közül valamelyik ki ne lógna a definíció alól.

## Története
Közvetlen, gyakorlati alkalmazása miatt a geometria a matematika elsőként kifejlődő ágai közt volt (az elemi algebra mellett), és az első ismeretterület volt, melyet sikerült, több próbálkozás után, axiomatikus elvekre építeni.
A görög tudománytörténet-írás által ránk hagyott hagyomány alapján úgy tűnik, a geometria bizonyos területeinek szakrális (vallásos) jellegű motivációi is lehettek, különösen az eukleidészi szerkesztések elméletének. Ezek körében olyan problémákat is sikerült megfogalmazniuk, melyekre csak több mint egy évezred múltán sikerül válaszolni.
A görög és hellenisztikus geometria nemcsak óriási és ma is használható ismeretanyagot hagyott az utókorra, de tárgyalásmódja, precizitása is olyan mintát jelentett az európai tudomány – és nem csak a matematika – számára, amelynek hatásai felbecsülhetetlenek, és csak a tizenkilencedik-huszadik században sikerült túlszárnyalni. A görögök eljutottak a szabályos testek elméletéig, tökélyre vitték a terület-és térfogatszámítást, képesek voltak a kúpszeletek értelmezésére és rendkívül egzakt vizsgálatára. Az – igaz, eléggé anekdotikus jellegű – hagyomány szerint legelméletibb eredményeiket is képesek voltak hatékonyan alkalmazni.
A következő igazán jelentős (paradigmaszerű változást okozó) lépésre csak a XVI. században, az analitikus geometria felfedezésével került sor, melyben megjelentek olyan fogalmak, mint a koordináta-rendszerek, és ahol a pontokat számpárokkal vagy számhármasokkal írták le. Ezen új nézőpont is segíthetett abban, hogy kifejlődjenek az euklideszitől eltérő geometriák is.
Mintegy kétezer éven át Eukleidész axiómarendszere uralkodónak számított, és nemcsak a geometria, de az összes tudomány bizonyos értelemben mintaképnek tekintette. Carl Friedrich Gauss, Nyikolaj Ivanovics Lobacsevszkij, Bolyai János, Henri Poincaré, Bernhard Riemann, és mások munkáinak eredményeképp a 19. század közepén megszülettek a nemeuklideszi geometriák.
A geometria legújabb ágai a tér folytonosságának vizsgálatát látszanak többé-kevésbé feladni: ide tartozik a véges geometria és a diszkrét geometria. A véges mértan tulajdonképp inkább a kombinatorika, mint a geometria ága, a diszkrét geometria azonban a valós életben is előforduló érdekes vagy fontos problémákkal (pakolási/lefedési problémák, térinformatikai, térképészeti eredetű kérdések) és azok megoldásával foglalkozik.

## Részterületei, felépítése
A geometria központi fogalma az illeszkedés. Az elemi geometriában az egybevágóság, hasonlóság és általában a transzformáció fogalmai alapvetőek. Két alakzat egybevágó, ha valamilyen mozgatással (szaknyelven egybevágósági transzformációval), például eltolással, tengely körüli forgatással, síkra való tükrözéssel* stb. egymásba vihetőek.
(* a síkra tükrözés valójában nem mozgatás, bár egybevágóság.)
A nemeuklideszi geometriák felfedezésével megkezdődött a geometria elszakadása tapasztalati gyökereitől. Ezeknek és a modern algebrai felfedezéseknek (elsősorban a csoportelmélet) köszönhetően a geometria egy új meghatározása és paradigmája született, az ún. erlangeni program. Az erlangeni program szerint a geometria ágai olyan transzformációk csoportjainak leírása, tanulmányozása (ld. transzformációcsoport), melyek mindegyikére igaz, hogy a transzformált elemek valamilyen, a geometria illető ágára nézve jellemző tulajdonságait helybenhagyja. Az egybevágósági geometria például a távolságot megtartó transzformációk csoportjának elmélete, a hasonlósági mértan a pontok osztóviszonyát, azaz távolságuk arányát nem változtató transzformációk csoportjának elmélete, a topológia az alakzatok folytonosságát meghagyó leképezések csoportját tanulmányozza stb. (ld. lentebb).
A geometria legújabb ágai a véges és diszkrét geometriák, melyekkel azonban inkább a kombinatorika foglalkozik.
A differenciálgeometria a topologikus sokaságokon megadható differenciálstruktúrával foglalkozik. A differenciálható sokaságok olyan terek, melyek bármely pontjuk környezetében egy vektortérrel diffeomorfak (azaz differenciálható struktúra szempontjából „egyformák”), azonban globálisan azoktól lényegesen különbözhetnek. Fontos részterület a (kvázi-) Riemann-mértan, mely a felületelmélet formájában a mérnöki tudományokban (héjszerkezetek tervezése), valamint az általános relativitáselméleten keresztül a modern fizikában nyer alkalmazást. A modern fizika mezőelméleteinek precíz matematikai megfogalmazása a nyalábok és konnexiók elméletét használja. Ezek az eszközök a legmodernebb fizikai elméleteknek (brane elmélet, szuperhúrok, szupergravitáció) is alapját képezik.

## Geometriai témák
- véges geometriák
- Hagyományos euklideszi geometria
  - statikus egybevágósági geometria
  - hasonlósági geometria
  - affin geometria
  - „hiper”-geometria (dim la. 3)
  - geometriai kristálytan
  - projektív euklideszi geometria (** ezek csak alfejezetek)
  - metrikus topológiai geometria
  - topológiai geometria
  - transzformációgeometria
- Hiperbolikus geometria
- Abszolút geometria
- Koordinátageometria
- Elliptikus geometria
- Projektív geometria
- Gömbi geometria
- „Felület”-geometria
- Topológia
- vetítés (projekció)
- Differenciálgeometria
  - Görbe- és felületelmélet
  - Sokaságok elmélete
  - (pszeudo-)Riemann-geometria
  - Nyalábok és konnexiók, mezőelmélet